# Ranitomeya imitator
Ranitomeya imitator es una especie de anfibio anuro de la familia Dendrobatidae.

## Distribución geográfica
Esta especie es endémica del Perú. Habita en las regiones de Loreto y San Martín entre los 200 y 700 m de altitud.

## Descripción
Ranitomeya imitator mide de 17 a 22 mm.

## Taxonomía
Ranitomeya imitator fue descrita por Rainer Schulte y publicada en 1986 en el artículo «Eine neue Dendrobates-art aus ostperu. (Amphibia: Salienta: Dendrobatidae)» en la revista Sauria, vol. 8, p. 11-20.